# Illite
L’illite est le nom d'un groupe de minéraux argileux non gonflants.
Les illites sont composées de trois couches de phyllosilicates, une couche d'aluminium (Al) entourée de deux couches de silicate (Si). Elles sont structurellement très proches des micas (muscovite, biotite) et d'autres silicates (feldspath, feldspathoïdes, orthose et autres) dont elles sont issues par bisiallitisation, réaction ayant lieu lors de l'attaque de l'eau dans certaines conditions de température et de pression :
orthose + H2O → illite + silice + ion potassium ou, plus précisément :
5 KAlSi3O8 + 20 H2O → 4 K+ + 8 Si(OH)4 + illite + 4 (OH−)
Sa formule chimique est (K,H3O)(Al,Mg,Fe)2(Si,Al)4O10[(OH)2,(H2O)]
Le nom Illite vient de l'État américain de l'Illinois, où l'illite a été décrite pour la première fois en 1937.
Sa forte capacité d'échange lui donne un intérêt comme matériau pour la dépollution de certains toxiques. 

## Données
- Surface externe : 100 m2 par gramme
- Surface interne : 20 m2 par gramme
- Soit une surface totale d'échange de 120 m2 par gramme (très réactive)
- 10 feuillets empilés forment une cristallite élémentaire
- Espace interfoliaire (entre les feuillets) difficilement utilisable par la plante car rempli par des liaisons K+
- Substitutions isomorphiques possibles

## Feuillet

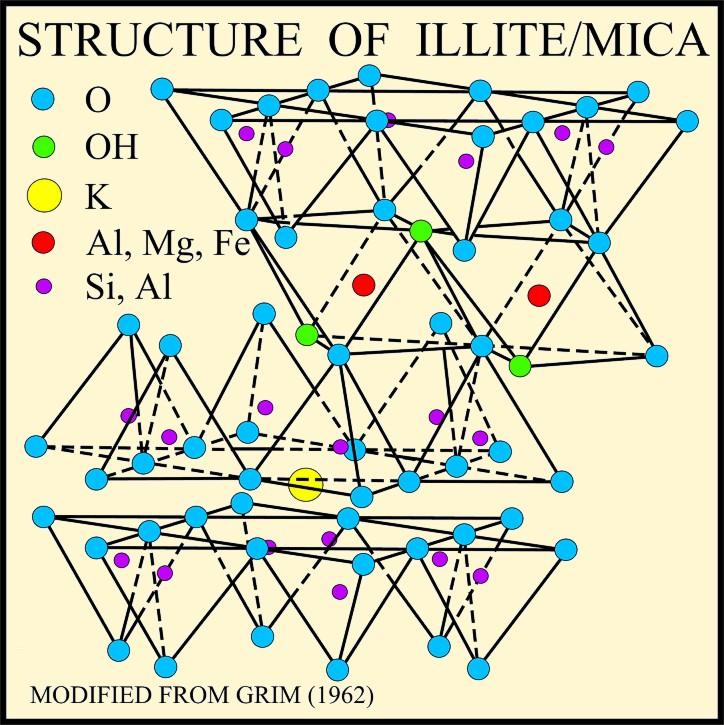

L'illite est un minéral argileux de type 2/1.
Cela signifie qu'un feuillet élémentaire d'illite est formé de trois couches (tétraédrique, octaédrique, tétraédrique: TOT) : 
- une couche octaédrique (O) située tout au centre du feuillet ; Al(OH−)5O : 7 atomes pour 6 sommets + l'aluminium au centre. Les hydroxydes et l'oxygène étant partagés entre les différents octaèdres qui composent la couche.
- et deux couches tétraédriques (T) qui recouvrent de part et d'autre la couche octaédrique centrale ; SiO4 : 5 atomes pour 4 sommets + le silicium au milieu. Les oxygènes étant partagés entre les différents tétraèdres qui composent la couche.
- L'espace interfoliaire est occupé par des ions potassium (K+) peu hydratés, responsables du collapse des feuillets argileux et de l'absence de propriété de gonflement de l'illite ou des micas (biotite, muscovite).

Structurellement, l'illite est assez similaire à la muscovite mais avec un peu plus de silicium, de magnésium, de fer, et d'eau. Elle peut être une composante de la séricite. Le membre riche en fer du groupe des illites, la glauconie, peut être différencié par analyse aux rayons X.

## Utilisations
L'illite est commune dans les sédiments, les sols et les roches argileuses sédimentaires ainsi que dans certaines roches métamorphiques.
C'est un matériau à forte capacité de sorption, mais qui montre une forte dépendance au pH (ex : la sorption de thallium sur l'illite augmente d'environ un ordre de grandeur quand le pH passe de 3 à 9), mais cette dépendance et peu moindre que pour d'autres matériaux sorbants naturels tels que les acides humiques. L'illite se montre très efficace en termes d'affinité de liaison avec le thallium (polluant métallique émergeant hautement toxique, plus toxique encore que le mercure et le plomb), plus efficace que les acides humiques : à pH 3 et 7 ce sont les sites intercouches de sorption qui dominent le phénomène de sorption alors qu'à pH 9, ce sont les sites de charge variable situés sur les bords de l'illite qui sont dominants.
La capacité d'échange cationique (CEC) de l'illite est moindre que celle de la smectite, mais supérieure à celle de la kaolinite, généralement autour de 20 à 30 meq/100 g.